# Pringi (Otepää)
Pringi – wieś w Estonii, prowincji Valga, w gminie Otepää.